# فهرست منطقه‌های مجارستان
فهرست منطقه‌های مجارستان در سال ۱۹۹۹ میلادی ایجاد شدند و شامل ۷ منطقهٔ جغرافیایی است که به ۱۹ استان و پایتخت، بوداپست تقسیم می‌شوند.
|                     |            |             |            |                    |
| نام منطقه           | مرکز منطقه | مساحت (km2) | جمعیت ۲۰۱۶ | تراکم جمعیت (/km2) |
| مجارستان شمالی      | میشکولتس   | ۱۳٬۴۲۸      | ۱٬۱۵۳٬۷۱۴  | ۸۶                 |
| دشت بزرگِ شمالی      | دِبرتسِن     | ۱۷٬۷۴۹      | ۱٬۴۷۴٬۳۸۳  | ۸۳                 |
| دشت بزرگِ جنوبی      | سِگد        | ۱۸٬۳۳۹      | ۱٬۲۶۲٬۹۳۶  | ۶۹                 |
| مجارستان مرکزی      | بوداپست    | ۶٬۹۱۹       | ۲٬۹۹۳٬۹۴۸  | ۴۳۳                |
| ترانسدانوبیای مرکزی | سکش‌فهروار  | ۱۱٬۲۳۷      | ۱٬۰۶۰٬۷۰۳  | ۹۴                 |
| ترانسدانوبیای غربی  | دْیور       | ۱۱٬۲۰۹      | ۹۸۳٬۹۳۳    | ۸۸                 |
| ترانسدانوبیای جنوبی | پچ         | ۱۴٬۱۶۹      | ۹۰۰٬۸۶۸    | ۶۴                 |

- مجارستان شمالی شامل استان‌های بورشود-آبااوی-زمپلن، هوش و نوگراد است.
- دشت بزرگِ شمالی شامل استان‌های هایدو-بیهار، یاس-نادی‌کون-سولنوک، و سابولچ-ساتمار-برگ است.
- دشت بزرگِ جنوبی شامل شهرستان‌های باچ-کیشکون، بِکِش و چونگراد-چاناد است.
- مجارستان مرکزی شامل استان پِشت و بوداپست، پایتخت کشور است.
- ترانسدانوبیای مرکزی شامل استان‌های کوماروم-استرگوم، فیر و وسپرم است.
- ترانسدانوبیای غربی شامل استان‌های دیور-موشون-شوپرون، واش، زالا است.
- ترانسدانوبیای جنوبی شامل استان‌های بارانیا، شومودی و تولنا است.